# Liparamba
Liparamba ist ein Verwaltungsbezirk (Ward) des Distrikts Nyasa in der tansanischen Region Ruvuma.

## Geografie
Liparamba liegt im Südwesten von Tansania etwa 50 Kilometer östlich der Distrikthauptstadt Mbamba Bay. Der größte Fluss ist der Rovuma, der die Grenze im Osten bildet. Der Bezirk grenzt im Norden an Mpepai des Distrikts Mbinga (TC), im Osten an Muhukuru des Distrikts Songea, im Süden an Mipotopoto und im Westen an Mpepo und Tingi.
Bei der Volkszählung 2022 lebten 10.857 Menschen in 2467 Haushalten auf einer Fläche von 735 Quadratkilometern.

## Geschichte
Das Wort „Liparamaba“ bedeutet „Büffel“ in der Sprache Matengo.

## Gliederung
Der Bezirk besteht aus drei Gemeinden (Mtaa) mit 19 Orten (Kitongoji):
| Liparamba - Mshangano - Kilimasela - Amani - Mkenyenyeka - Hospitali - Sangamanda - Lumaro | Mseto - Nandulu - Ntanga - Mseto Kati | Ndondo - Ndondo Kati - Matungutu A - Matungutu B - Kagugu - Amani - Marudio - Litesa - Jangwani - Msukumano |

## Wirtschaft und Infrastruktur
- Bodenschätze: Im Jahr 2023 weitete die australische Firma Resource Mining Corporation Ltd ihre Probebohrung zum Abbau von Nickel aus.[8]
- Bildung: Die Liparamba Secondary School ist eine staatliche Tagesschule, die Jugendliche bis zur 4. Stufe ausbildet.[9]
- Gesundheit: In der Gemeinde Liparamba legt ein staatliches Gesundheitszentrum,[10] in Ndondo eine staatliche Apotheke.[11]

## Sehenswürdigkeiten
Das Liparamba-Wildreservat wurde 2004 gegründet und beherbergt auf 57.099 Hektar unter anderem Elefanten, Löwen, Nilpferde, Leoparden, Rappenantilopen, Kudus, Elenantilopen und Paviane. Hier befindet sich auch der Nakatuta-Wasserfall am Rovuma.